# Pajšuma

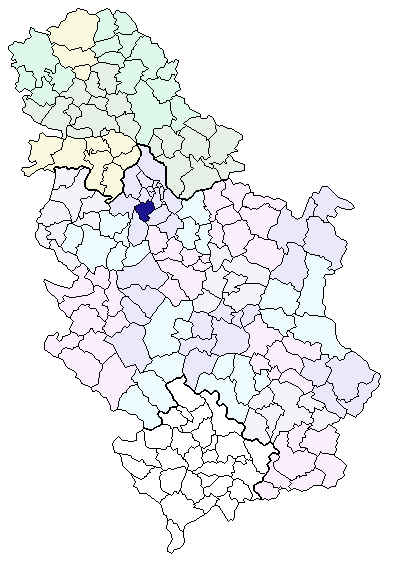
Situation de la municipalité de Barajevo en Serbie

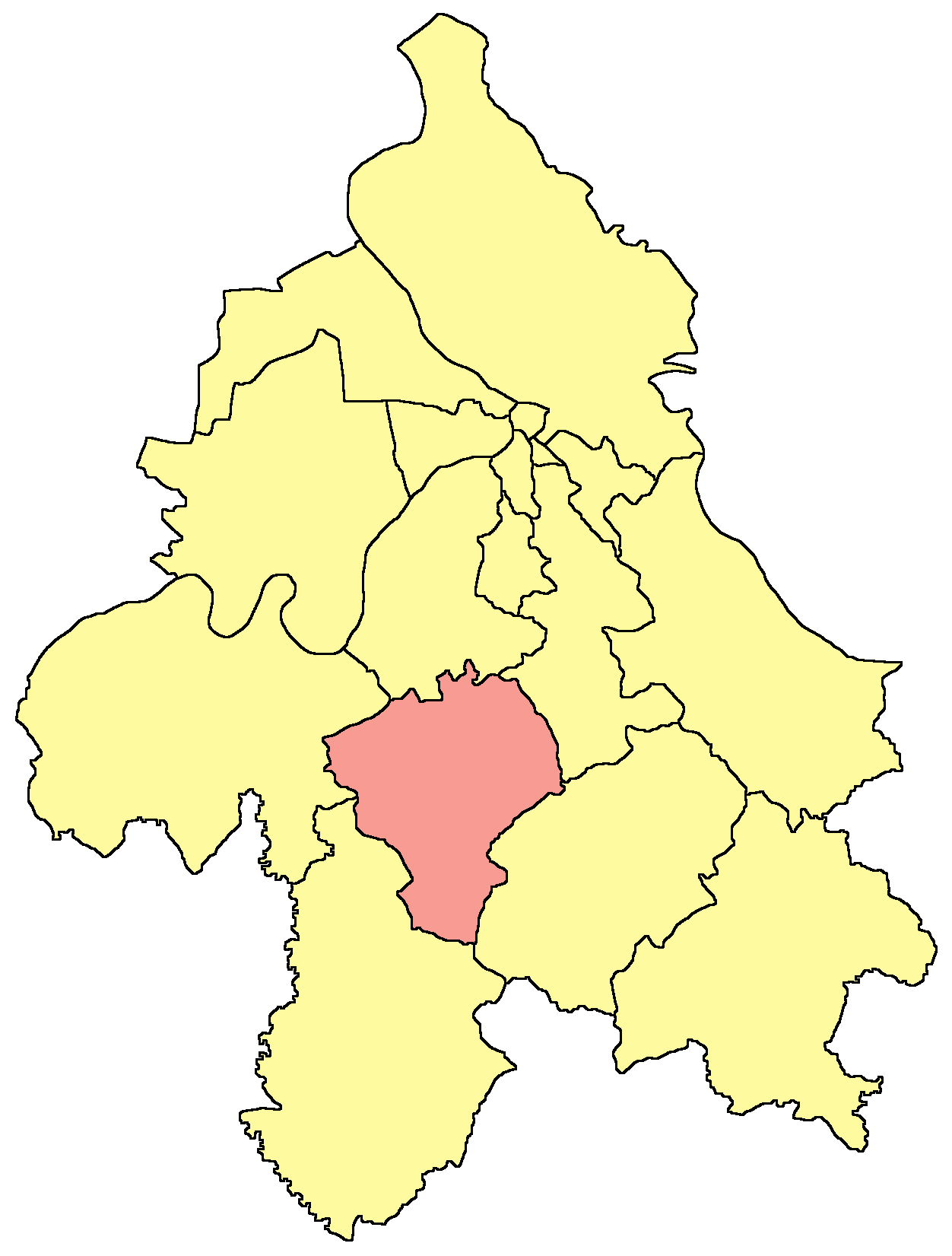
Situation de la municipalité de Barajevo dans le district de Belgrade

Pajšuma, en serbe cyrillique Пајшума, est un village de Serbie situé dans la municipalité de Barajevo, district de Belgrade.
Pajšuma est située dans les faubourgs de Belgrade.